# Alice Lee (joueuse d'échecs)
Pour les articles homonymes, voir Alice Lee (mathématicienne), Alice Lee (actrice) et Lee.
Alice Lee est une joueuse d'échecs américaine née en octobre 2009. Multiple championne du monde des jeunes dans les catégories moins de dix ans et moins de douze ans, elle a le titre de maître international féminin depuis 2021 et obtenu une norme de maître international (titre mixte) en février 2022.
Au 1er mars 2022, elle est la sixième joueuse américaine avec un classement Elo de 2 348 points.

## Biographie et carrière
Alice Lee a appris à jouer aux échecs à six ans. Elle vit dans le Minnesota et a remporté :
- le championnat américain des filles de moins de 8 ans en 2017[5] ;
- le championnat américain des filles de moins de 18 ans (à 9 ans) en 2019[6] ;
- la médaille d'or au championnat du monde féminin des moins de 10 ans en 2019 avec 10 points sur 11 possibles[7] ;
- la médaille d'or au championnat du monde féminin rapide des moins de 12 ans en 2020[8] ;
- la médaille d'or à la coupe du monde rapide en ligne dans la catégorie des filles moins de 12 ans en 2021[9].